# Bitte keine Rosen mehr
Bitte keine Rosen mehr (englischer Originaltitel: Send No More Roses) ist der Titel eines Thrillers des britischen Schriftstellers Eric Ambler aus dem Jahr 1977, der zweiten Schaffensperiode des Autors. Die deutsche Ausgabe erschien 1980 im Diogenes-Verlag in einer Übersetzung von Tom Knoth. Der Roman beschreibt vor dem Hintergrund des weltweiten Finanzsystems die Aktivitäten eines Unternehmens, das als Dienstleistung seinen teilweise kriminellen Kunden Steuervermeidung und Geldwäsche anbietet und sie dabei betrügt.  

## Struktur und Inhalt
Der Roman erzählt in der Ich-Form die Geschichte des leitenden Managers dieses Unternehmens, Paul Firman, der durch eine Unachtsamkeit beim Besuch der Beisetzung eines von ihm bestochenen Schweizer Bankmanagers enttarnt wird. Nun verfolgt ihn der niederländische Soziologieprofessor und Kriminologe Frits Bühler Krom, der in Firman den Idealtyp des von ihm in seiner Kriminaltheorie postulierten Kompetenten Kriminellen sieht und deren Richtigkeit er anhand von Firman beweisen will, um ihre Anerkennung in der Fachwelt zu erreichen. Bei einer Steuerrechtskonferenz, veranstaltet von der Symposia-Gesellschaft, die nach außen äußerst seriös erscheint, konfrontiert Krom ihn mit seiner nicht ganz lupenreinen Vergangenheit, aufgrund der Tätigkeit für das Unternehmen. Firman sieht sich daraufhin in die Enge getrieben und muss Krom und seinen beiden Wissenschaftler-Kollegen ein Interview unter fragwürdigen Umständen gewähren, das in zahlreichen, auch verschachtelten Rückblenden die Geschichte Firmans, seiner Weggefährten und die Arbeitsweise des Unternehmens erzählt.   
Paul Firman arbeitet unter wechselnden Identitäten für die Symposia-Gesellschaft, einem Institut für internationale Anlage- und Treuhandberatung, die ihre Kunden bei nicht immer gesetzeskonformer Steuervermeidung und Geldwäsche berät und hohe Provisionen kassiert. Um seinen Ruf einigermaßen zu retten, (ein oft bei Eric Ambler auftretendes Motiv seiner gewitzten und schlauen Antihelden) hat Firman Professor Krom und seine zwei Begleiter für das Interview in eine angemietete Villa Lipp an der Côte d’Azur eingeladen. Im Laufe ihres Aufenthalts in der Villa kommt heraus, dass ihn sein gefährlicher Kontrahent und Nachfolger im Unternehmen, Mat Williamson, fallen und töten lassen will. Mat Williamson, der auf der (fiktiven) Pazifikinsel Placid Island geboren ist und sie zu einer Steueroase umwandeln will, um auf diese Weise ihr De-facto-Herrscher zu werden, sieht in diesem Interview allerdings seine Interessen bedroht. In der Gewissheit, dass Firman bei diesen Treffen Interna der Symposia-Gesellschaft ausplaudern wird, um selbst aus der Sache herauszukommen, lässt Williamson, der einen Agenten im Sicherheitspersonal der Villa platziert hat, sie von einer Gruppe von Killern belagern, um Firman auf professionelle Weise zu beseitigen.

## Kritik
Amblers Roman wurde von der Literaturkritik unterschiedlich aufgenommen. In einer ausführlichen Rezension in der Zeit schreibt Hans-Christoph Blumenberg 1978: 
„Trotz aller Virtuosität im Konstruieren und Zitieren gehört ‚Bitte keine Rosen mehr‘ leider nicht zu den stärksten Büchern von Ambler: Er scheint hier an die Grenzen des Genres gestoßen zu sein. Innerhalb eines Thrillers, wenn er denn noch irgendwie „thrilling“ sein soll, lassen sich die verwickelten Manöver der avancierten Wirtschaftskriminalität wohl nicht mehr darstellen.“
Die Internetseite Books and Boots sieht den Roman auch eher zwiespältig: 
"This is not an accessible, easy-to-read, poolside thriller; it is something much more peculiar and oblique. [...] It’s all very readable, once you have slowed down to the leisurely pace and discursive style of the narrator" (Es ist kein leicht zugänglicher, am Rand eines Pools schnell wegzulesender Thriller, sondern eher etwas eigenartig und schräg. [...] Es ist alles gut lesbar, wenn man sich erst einmal auf das gemächliche Tempo und den diskursiven Stil des Erzählers eingelassen hat).
In der FAZ vom 29. November 1978 erschien eine wohlwollende Kritik, in der jedoch Schwächen der Übersetzung vom Tom Knoth zur Sprache kommen:
„Amblers Prosa ist makellos, in der Diktion weder zu steif und getragen noch zu sehr vom Slang aufgeweicht. In Tom Knoths Übersetzung haben sich allerdings störende Fehler eingeschlichen [...]“

## Ausgaben (Auswahl)
- Send no more roses. Weidenfeld and Nicolson, London 1977, ISBN 0-297-77277-5 (US-Titel: The Siege of the Villa Lipp).
- Bitte keine Rosen mehr. Diogenes-Verlag, Zürich 1978, ISBN 3-257-01568-2 (Übersetzt von Tom Knoth).
- Bitte keine Rosen mehr (= Diogenes-Taschenbuch, 20887). Diogenes-Verlag, Zürich 1980, ISBN 3-257-20887-1 (Übersetzt von Tom Knoth, Neuausgabe 1998[4]).